# Павлюков, Валентин Григорьевич
Валентин Григорьевич Павлюков (26 апреля 1938, Саратовская область — 7 мая 2024) — советский организатор и руководитель производства, генеральный директор Саратовского электроагрегатного производственного объединения в 1980—1997 годах. Заслуженный работник промышленности СССР (1991).

## Биография
Родился 26 апреля 1938 года в селе Берёзовка Петровского района Саратовской области.
Был третьим сыном в семье. Валентину едва исполнилось 3 года, как началась Великая Отечественная война. Отец Григорий Евсеевич погиб в декабре 1941 года в боях под Волоколамском, защищая Москву, и мать Александра Павловна с этого времени воспитывала сыновей одна. В 1946 году семья переехала в город Саратов.
В 1955 году окончил среднюю школу в Саратове и поступил в Саратовский автомобильно-дорожный институт, который с отличием окончил в 1960 году по специальности «Технология машиностроения, металлорежущие станки и инструменты».
С 1960 года начал работать в одном из механических цехов завода № 306 — Саратовского завода электроагрегатного машиностроения (СЗЭМ) Саратовского (в 1962—1965 годах — Приволжского) совнархоза — Министерства авиационной промышленности СССР (с 1965 года) — оборонного предприятия по производству электронных и сложных электротехнических изделий. В 1960—1966 годах — технолог цеха, начальник технического бюро, заместитель главного технолога, главный технолог завода № 306 — СЗЭМ.
В 1966—1980 годах — главный инженер СЗЭМ Министерства авиационной промышленности СССР, который был преобразован в Саратовское электроагрегатное производственное объединение (СЭПО). За высокие производственные достижения по итогам восьмой (1966—1970), девятой (1971—1975), десятой (1976—1980) пятилеток был трижды награждён орденами Трудового Красного Знамени.
В 1980—1997 годах — генеральный директор Саратовского электроагрегатного производственного объединения — ОАО «СЭПО» (ныне ООО — «СЭПО-ЗЭМ»).
Работая в должностях главного инженера, а затем и генерального директора СЭПО, внёс значительный вклад в развитие руководимого предприятия. Именно при Павлюкове объединение достигло наивысшего расцвета и в первой половине 1980-х годов прочно заняло лидерство в отрасли и области, как по линии производства, так и по социальным вопросам. В это время было реконструировано производство, развивались мощности предприятия, строились новые корпуса, улучшались бытовые условия и культура производства. Строился профилакторий и многие другие объекты соцкультбыта, ухоженный вид обрели жилые посёлки заводчан, а жилья с 1981 года стало сдаваться не менее 300 квартир в год. За высокие производственные достижения по итогам одиннадцатой пятилетки (1981—1985) генеральный директор СЭПО Министерства авиационной промышленности СССР В. Г. Павлюков награждён орденом Ленина.
В 1986 году стал одним из первых учредителей Торгово-промышленной палаты (ТПП) Саратовской области. До 2015 года являлся председателем Совета старейшин ТПП Саратовской области.
C 1997 года — советник губернатора Саратовской области.
Имел научные труды по химической обработке металлов (обработка стали азотированием), автор ряда научных статей, изобретений, отмеченных медалями ВДНХ СССР.
Кандидат технических наук. Член-корреспондент Поволжского отделения Российской инженерной академии.
Заслуженный работник промышленности СССР (20.12.1991). Почётный авиастроитель.
Жил в Саратове. Умер утром 7 мая 2024 года в возрасте 86 лет.

## Награды
- Орден За заслуги перед Отечеством 4 степени (15.06.1996)[3] — за заслуги перед государством, большой вклад в развитие отечественного машиностроения и многолетний добросовестный труд;
- орден Ленина (07.08.1986);
- 3 ордена Трудового Красного Знамени (26.04.1971; 08.07.1976; 10.03.1981);
- Юбилейная медаль «За доблестный труд. В ознаменование 100-летия со дня рождения Владимира Ильича Ленина»  (1970);
- Медаль «Ветеран труда» (30.05.1985);
- Золотая и серебряная медали ВДНХ СССР;
- Медаль имени В. Н. Челомея за выдающиеся работы в области ракетно-космической техники;
- Золотая медаль имени К. Э. Циолковского «3а выдающиеся работы в области межпланетных сообщений»;
- Золотая медаль имени С. П. Королева «За выдающиеся заслуги в области ракетно-космической техники».